# سرخ بزرگ
سرخ بزرگ (نام علمی: Tiburonia granrojo) نام یک گونه از رده فنجان‌زیان است.